# Сан-Джорджо-Монферрато
Сан-Джорджо-Монферрато (італ. San Giorgio Monferrato, п'єм. San Giòrs) — муніципалітет в Італії, у регіоні П'ємонт,  провінція Алессандрія.
Сан-Джорджо-Монферрато розташований на відстані близько 490 км на північний захід від Рима, 60 км на схід від Турина, 27 км на північний захід від Алессандрії.
Населення — 1278 осіб (2014).
Щорічний фестиваль відбувається 23 квітня. Покровитель — святий Юрій.

## Демографія
Населення за роками:

Станом на 1 січня 2023 року в муніципалітеті офіційно проживало 38 іноземців з 14 країн, серед них 12 громадян країн Євросоюзу та 4 громадяни України.

## Сусідні муніципалітети
- Казале-Монферрато
- Оццано-Монферрато
- Розіньяно-Монферрато